# Loretta McNeil
Loretta McNeil, född 10 januari 1907 i Brooklyn i New York, död 24 februari 1988 i San Mateo i Kalifornien, var en amerikansk friidrottare.
McNeil blev olympisk silvermedaljör på 4 x 100 meter vid sommarspelen 1928 i Amsterdam.